# Adrianavoay
Adrianavoay es un género extinto de crocodiliforme teleosáurido que vivió desde el Jurásico Medio (Bathoniense) de Madagascar.

## Taxonomía
La especie tipo de Adrianavoay, A. baroni, originalmente fue nombrado Steneosaurus baroni por E.T. Newton en 1893 sobre la base de un cráneo parcial listado NHMUK PV R 1999, y un osteodermo asociado proveniente de depósitos de Edad de Bathonian en Andranosamonta, Madagascar. En su tesis inédita de 2019, Michela Johnson inventó el nomen ex dissertationae Adrianvoay para S. baroni, el nombre del género que significa "noble cocodrilo" en malgache.